# Extremadura
Extremadura is een van de zeventien autonome regio's van Spanje. Het ligt in het zuidwesten van Spanje en grenst aan Portugal, en de autonome regio’s Castilië-La Mancha, Castilië en León en Andalusië. In 2021 had Extremadura een inwonertal van 1.061.636. De hoofdstad is Mérida met iets meer dan 70.000 inwoners, maar de grootste stad is Badajoz met ongeveer 150.000 inwoners.

## Geschiedenis
Extremadura bestond reeds in de Romeinse periode. Mérida werd in 25 v.Chr. gesticht als hoofdstad van de nieuwe provincie Hispania Lusitania, en was een van de belangrijkste steden van het Romeinse Rijk.
Vele conquistadores, zoals Hernán Cortés, Francisco Pizarro, Pedro de Alvarado en Pedro de Valdivia, waren afkomstig uit Extremadura. Daardoor komen veel plaatsnamen uit het gebied van Extremadura ook voor in de Nieuwe Wereld. Mérida is de hoofdstad van Extremadura, maar er zijn ook belangrijke steden met dezelfde naam in Mexico en Venezuela; Medellín is nu een kleine stad in Extremadura, maar is ook de naam van de tweede grootste stad in Colombia; Albuquerque is de grootste stad van New Mexico in de Verenigde Staten en is een transcriptie van Alburquerque, een plaats in Extremadura.

## Geografie
Extremadura is gelegen in het zuidwesten van Spanje. Het gebied grenst in het noorden aan Castilië en León, in het zuiden aan Andalusië, in het oosten aan Castilië-La Mancha en in het westen aan Portugal. Vanwege de lage industrialisatie heeft Extremadura veel van zijn natuurlijke reserves behouden. Hierdoor zijn er nog verschillende natuurparken (Sierra de Gredos, Nationaal Park Monfragüe) te vinden. De belangrijkste rivieren zijn de Taag in het noorden en de Guadiana in het zuiden.

## Cultuur

### Werelderfgoedlijst
Extremadura kent 3 monumenten die op de werelderfgoedlijst van de UNESCO staan:
- Het oude stadscentrum van Cáceres, sinds 1986
- Het archeologisch terrein van Mérida, sinds 1993
- Het koninklijk klooster van Santa Maria de Guadalupe, sinds 1993

## Bestuurlijke indeling

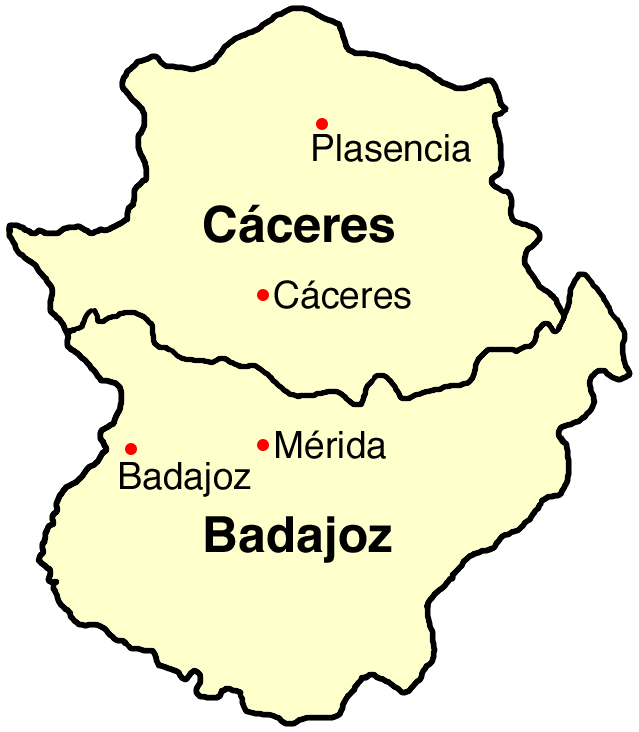
Provincies van Extremadura

De hoofdstad van Extremadura is Mérida. De regio is onderverdeeld in twee provincies:
| Provincie | Inwoners 2024 | Hoofdstad | Inwoners 2024 |
| --------- | ------------- | --------- | ------------- |
| Badajoz   | 666.029       | Badajoz   | 151.146       |
| Cáceres   | 388.652       | Cáceres   | 96.448        |
| Totaal    | 1.054.681     |           |               |

## Demografische ontwikkeling
Bevolkingscijfers in duizendtallen
Bron: INE